# Манби, Джайлз
Джайлз Манби (англ. Giles Munby; 1813—1876) — британский ботаник.

## Биография
Джайлз Манби родился в 1813 году в Йорке в семье солиситора Джеймса Манби. Учился в школе в Йорке, затем работал ассистентом хирурга Брауна, принимал участие в лечении больных во время эпидемии холеры 1832 года.
Манби учился в медицинской школе Эдинбургского университета, посещал лекции профессора Роберта Грэма. С 1835 года учился в Париже у Адриена Жюссьё и его ассистентов Гиймена и Декена, получил степень доктора медицины в Монпелье.
В 1838 году Манби поселился в Сен-Бертран-де-Комменж, однако уже в 1839 году переехал в Алжир. В 1844 году Джайлз женился на Джейн Уэлсфорд и стал жить близ города Оран, однако в 1859 году вернулся в Монпелье. В 1860 году Джейн умерла, и Манби вернулся в Великобританию, через два года он женился на Элизе Бакеридж.
12 апреля 1876 года Джайлз Манби скончался от воспаления лёгких.
Джайлз Манби был одним из членов-основателей Эдинбургского ботанического общества.
Основной гербарий Корталса был передан Лейденскому университету (L).

## Некоторые научные работы
- Munby, G. (1847). Flore de l' Algérie. 120 p., 6 pl.

## Роды растений, названные в честь Дж. Манби
- Munbya Boiss., 1849 [= Arnebia Forssk., 1775]
- Munbya Pomel, 1860 [= Psoralea L., 1753]